# 1012
| 1012               |
| ------------------ |
| Dødsfald - Fødsler |
|                    |

| Gregoriansk kalender | 1012 MXII               |
| Ab urbe condita      | 1765                    |
| Armensk kalender     | 461 ԹՎ ՆԿԱ              |
| Kinesiske kalender   | 3708 – 3709 辛亥 – 壬子 |
| Etiopisk kalender    | 1004 – 1005             |
| Jødisk kalender      | 4772 – 4773             |
| Hindukalendere       |                         |
| - Vikram Samvat      | 1067 – 1068             |
| - Shaka Samvat       | 934 – 935               |
| - Kali Yuga          | 4113 – 4114             |
| Iransk kalender      | 390 – 391               |
| Islamisk kalender    | 402 – 403               |

Konge i Danmark: Svend Tveskæg 986/87-1014
Se også 1012 (tal)